# Dźatidewata
Dźatidewata – klasa bóstw opiekuńczych w hinduizmie. Dźatidewaty to bóstwa patronujące konkretnym 'podkastom' (dźati).